# Maryland
Maryland is een van de vijftig staten van de Verenigde Staten, gelegen aan de oostkust. De standaardafkorting voor de "Old Line State", zoals de bijnaam luidt, is MD. De hoofdstad is Annapolis.

## Geschiedenis
Maryland was oorspronkelijk een Engelse kolonie, gesticht door George Calvert (Lord Baltimore), die op 25 maart 1634 de eerste kolonisten naar het gebied leidde. Het merendeel van de inwoners was katholiek, in tegenstelling tot wat in de meeste andere kolonies destijds het geval was. De Maryland Toleration Act uit 1649 was een van de eerste wetten die expliciet meerdere (christelijke) geloven toestond. De staat is, in tegenstelling tot wat algemeen wordt aangenomen, niet genoemd naar de Heilige Maagd Maria, maar naar de Franse echtgenote van koning Karel I van Engeland, koningin Henriëtta Maria.
Het gebied dat de kolonie mocht omvatten was in eerste instantie dat tussen de 40e breedtegraad en de rivier de Potomac ten zuiden daarvan, maar dit was gebaseerd op een foutieve kaart. Omdat Philadelphia, de belangrijkste stad in Pennsylvania, hierdoor tot Maryland zou gaan behoren, stelden de Calverts en de familie Penn, die Pennsylvania bestierde, in de 18e eeuw de astronoom Charles Mason en de landmeter Jeremiah Dixon aan. De grens tussen de twee kolonies op 39°43'20" noorderbreedte is onderdeel van wat later de Mason-Dixonlijn genoemd werd.
In 1729 werd Baltimore gesticht, genoemd naar lord Baltimore. De stad werd een belangrijk katholiek centrum en aartsbisdom.
Maryland was een van de dertien kolonies die in opstand kwamen tegen de Britse kroon (zie Amerikaanse Revolutie). Op 1 maart 1781 was het de laatste van de dertien kolonies die de Artikelen van confederatie goedkeurde. Daarmee werden ze van kracht.
In 1790 stond Maryland net als Virginia grond af voor de stichting van een federaal district: Washington DC.
Tijdens de Amerikaanse Burgeroorlog bleef Maryland, dat tussen de Unie- en de Confederatiestaten in lag, grotendeels neutraal. Wel vond er op 17 september 1862 de bloedige Slag bij Antietam plaats.
Vanaf 1905 beschikte Maryland als eerste staat ter wereld over een rijdende bibliotheek. Met paard en wagen werden in Washington County de boeken rondgebracht. Dit verschijnsel verbreidde zich verder door de Verenigde Staten en ook in Europa.
Maryland was een der eerste Amerikaanse staten die het homohuwelijk invoerden. Het schafte als 18e staat van de Verenigde Staten in 2013 de doodstraf af. Op 2 mei 2013 ondertekende gouverneur Martin O'Malley de betreffende wet.
Maryland had in 2014 het hoogste gemiddelde inkomen per gezin van alle staten.
In 2023 werden bij referendum het bezit van en de kleinschalige handel in marihuana uit de strafwet gehaald. In juni 2024 verleende gouverneur Wes Moore een generaal pardon aan zo'n 100.000 veroordeelden voor lichte drugsvergrijpen.

## Geografie
De staat Maryland beslaat 32.160 km², waarvan 25.338 km² land. De staat ligt in de Eastern tijdzone.
Het westen van de staat is heuvelachtiger dan het oosten. Het hoogste punt ligt 1024 m boven zeeniveau.
Zoals hierboven al aangegeven wordt de zuidgrens gevormd door de rivier de Potomac, die evenals de Susquehanna uitkomt in Chesapeake Bay. Langs deze baai bevinden zich veel moerassen.

### Aangrenzende staten
| Aangrenzende staten | Aangrenzende staten | Aangrenzende staten  | Aangrenzende staten | Aangrenzende staten |
| ------------------- | ------------------- | -------------------- | ------------------- | ------------------- |
|                     |                     | Pennsylvania         |                     |                     |
|                     |                     |                      |                     |                     |
| West Virginia       | Delaware            |                      |                     |                     |
|                     |                     |                      |                     |                     |
| Virginia            |                     | District of Columbia |                     | Virginia            |

## Demografie
In 2000 telde Maryland 5.296.486 inwoners (165 per km²).
De grootste stad is Baltimore. Verder liggen veel van de voorsteden van Washington D.C. op het grondgebied van Maryland.

## Economie
Het bruto product van de staat bedroeg in 2001 175 miljard dollar.

## Bestuurlijke indeling
Maryland is onderverdeeld in 23 county's en één onafhankelijke stad, Baltimore.

## Politiek
Aan het hoofd van de uitvoerende macht van de staat staat een gouverneur, die direct gekozen wordt door de kiesgerechtigden in de staat. De gouverneursverkiezing van 2022 werd gewonnen door Wes Moore van de Democratische Partij. Hij trad in januari 2023 aan als gouverneur van Maryland.
De wetgevende macht bestaat uit het Huis van Afgevaardigden van Maryland (Maryland House of Delegates) met 141 leden en de Senaat van Maryland (Maryland Senate) met 47 leden. De Democraten hebben een meerderheid in beide kamers sinds meer dan dertig jaar.
De vertegenwoordiging van Maryland in het Amerikaans Congres bestaat uit twee senatoren en acht volksvertegenwoordigers. Beide senatoren en de meerderheid van de volksvertegenwoordigers zijn lid van de Democratische Partij.